# Надино (Харьковская область)
Надино (укр. Надіїне; до 2025 года — Надеждино)
— село, Надеждинский сельский совет,, Лозовский район, Харьковская область.
Код КОАТУУ — 6320684501. Население по переписи 2001 г. составляет 377 (169/208 м/ж) человек.
Является административным центром Надеждинского сельского совета, в который, кроме того, входят сёла
Верховое,
Настасовка и
Акимовка.

## Географическое положение
Село Надиино находится на обоих берегах реки Бритай в месте слияния балок Классовская и Бритай, примыкает к селу Настасовка.

## История
- 1855 — дата первого упоминания.
- С момента основания по 1926 год находилось в составе Екатеринославской губернии, в июле 1926 года передано в Харьковскую губернию.
- 2025 — село переименовали с Надеждино на Надиино

## Станция
При строительстве Курско-Харьково-Азовской железной дороги, открытой в 1869 году, была построена железнодорожная станция Надеждино, сгоревшая в 1903 году. Станция была названа по данному селу, которое было гораздо больше, чем маленькая деревня Близнецы (посёлок) (многие станции данной железной дороги были названы по населённым пунктам, находившимся тогда на расстоянии около 10 км от дороги).
В конце 19 века при станции Надеждино возник станционный посёлок железнодорожников Надеждино (не путать данным селом Надеждино); в ж.д. посёлке было 15 домов.
Близнецы-1, Близнецы-2, станция Надеждино существовали друг рядом с другом с 1869 по 1903 год; посёлок железнодорожников Надеждино назывался так с последней четверти 19 века по 1905 год.
В 1905 году восстановленную после пожара 1903 года станцию назвали уже не Надеждино, а Близнецы (БСЭ).

## Экономика
- В селе были несколько молочно-товарных и свинотоварная фермы.
- Имеется несколько небольших глиняных карьеров.

## Культура
- Школа.
- Клуб.
- Стадион.

## Достопримечательности
- Братская могила советских воинов, среди которых похоронен Кондырев В. И., Герой Советского Союза. Похоронено 29 воинов.
- Памятник воинам-односельчанам. 1941—1945 гг.

## Известные люди
- Горкунов Михаил Степанович (1915—1943) — летчик-бомбардировщик, Герой Советского Союза, родился в селе Надеждино.